# Artona dejeani
Artona dejeani es una especie de polilla del género Artona, familia Zygaenidae.
Fue descrita científicamente por Oberthür en 1894.